# Dialeurodes ouchii
Dialeurodes ouchii là một loài côn trùng cánh nửa trong họ Aleyrodidae, phân họ Aleyrodinae.
Dialeurodes ouchii được Takahashi miêu tả khoa học đầu tiên năm 1937.